# Empreendedores da internet
Um empreendedor da internet é um empreendedor que usa inovação para criar um novo negócio na Internet. Empreendedores da Internet são parte de mais ampla categoria de empreendedores digitais.

## Empreendedores Famosos da Internet
- Bill Gates e Paul Allen (transmissão para Ray Ozzie e Craig Mundie de Bill Gates) - Microsoft - MSN
- Chad Hurley, Jawed Karim - YouTube
- Pierre Omidyar - eBay
- Jimmy Wales- Wikipedia
- Jeff Bezos - Amazon.com
- Mark Cuban - Broadcast.com
- Craig Newmark - Craigslist
- Mark Zuckerberg - Facebook
- Stewart Butterfield -Flickr
- Sergey Brin e Larry Page - Google
- Reid Hoffman - LinkedIn
- Shawn Fanning - Napster
- Reed Hastings - Netflix
- Max Levchin, Peter Thiel, Elon Musk, e Luke Nosek - Paypal
- Michael Arrington - TechCrunch

## Empreendedores Brasileiros
- Aleksandar Mandic - Internet Group
- Nivio Ziviani - Akwan Information Technologies

## Leituras
- Livingston, Jessica, Founders at work: stories of startups' early days, Berkeley, CA : Apress ; New York : Distributed to the book trade worldwide by Springer-Verlag New York, 2007. ISBN 9781590597149

- Livingston, Jessica, Founders at work: stories of startups' early days, Berkeley, CA : Apress ; New York : Distributed to the book trade worldwide by Springer-Verlag New York, 2007. ISBN 9781590597149